# World Athletics Label Road Races 2023

Logo von World Athletics

Die World Athletics Label Road Races 2023 waren Laufveranstaltungen, die vom Leichtathletik-Weltverband World Athletics für 2023 ein Label erhielten.
2023 wurden die Rennen wieder, wie zuletzt 2020, in vier Gruppen aufgeteilt. Mit den Bezeichnungen: Platinum Label, Gold Label, Elite Label und Label Races.

## Platinum Label Races
| auch Teil der World Marathon Majors |

| Datum  | Veranstaltung                        | Distanz    | Sieger                              | Siegerin                          |
| ------ | ------------------------------------ | ---------- | ----------------------------------- | --------------------------------- |
| 29.01. | Osaka Women’s Marathon Osaka         | 42,195 km  | –                                   | Haven Hailu Desse 2:21:13 h       |
| 05.03. | Tokio-Marathon Tokio                 | 42,195 km  | Deso Gelmisa 2:05:22 h              | Rosemary Wanjiru 2:16:28 h        |
| 12.03. | Nagoya Women’s Marathon Nagoya       | 42,195 km  | –                                   | Ruth Chepngetich 2:18:08 h        |
| 19.03. | Seoul-Marathon Seoul                 | 42,195 km  | Amedework Walelegn 2:05:27 h        | Jeong Da-eun 2:28:32 h            |
| 02.04. | Xiamen-Marathon Xiamen               | 42,195 km  | Philemon Kipchumba 2:08:04 h        | Meseret Alemu Abebayahu 2:24:42 h |
| 17.04. | Boston-Marathon Boston               | 42,195 km  | Evans Chebet 2:05:54 h              | Hellen Obiri 2:21:38 h            |
| 23.04. | London-Marathon London               | 42,195 km  | Kelvin Kiptum 2:01:25 h             | Sifan Hassan 2:18:33 h            |
| 17.09. | Sydney-Marathon Sydney               | 42,195 km  | Othmane el-Goumri 2:08:22 h         | Betsy Saina 2:26:47 h             |
| 24.09. | Berlin-Marathon Berlin               | 42,195 km  | Eliud Kipchoge 2:02:42 h            | Tigist Assefa 2:11:53 h WR        |
| 08.10. | Chicago-Marathon Chicago             | 42,195 km  | Kelvin Kiptum 2:00:35 h WR          | Sifan Hassan 2:13:44 h            |
| 15.10. | Amsterdam-Marathon Amsterdam         | 42,195 km  | Joshua Belet 2:04:18 h              | Meseret Belete 2:18:21 h          |
| 05.11. | New-York-City-Marathon New York City | 42,195 km  | Tamirat Tola 2:04:58 h              | Hellen Obiri 2:27:23 h            |
| 26.11. | Shanghai-Marathon Shanghai           | 42,195 km  | Philimon Kiptoo Kipchumba 2:05:35 h | Siranesh Yirga 2:21:28 h          |
| 03.12. | Valencia-Marathon Valencia           | 42,195 km  | Sisay Lemma 2:01:48 h               | Worknesh Degefa 2:15:51 h         |
| 17.12. | Bangsaen21 Halbmarathon Chon Buri    | 21,0975 km | Mathew Kimeli 1:03:39 h             | Gladys Chepkurui 1:09:46 h        |

## Gold Label Races
| Datum  | Veranstaltung                                   | Distanz    | Sieger                              | Siegerin                              |
| ------ | ----------------------------------------------- | ---------- | ----------------------------------- | ------------------------------------- |
| 15.01  | Chevron Houston-Marathon Houston                | 42,195 km  | Dominic Ondoro 2:10:36 h            | Hitomi Niiya 2:19:24 h                |
| 15.01  | Aramco Houston-Halbmarathon Houston             | 21,0975 km | Leul Gebresilase Aleme 1:00:34 h    | Hiwot Gebremaryam 1:06:28 h           |
| 15.01  | Mumbai-Marathon Mumbai                          | 42,195 km  | Hayle Lemi 2:07:32 h                | Anchialem Haymanot 2:24:15 h          |
| 04.02. | Lagos-Marathon Lagos                            | 42,195 km  | Edwin Koech 2:14:06 h               | Almenesh Herpa 2:40:42 h              |
| 12.02  | Hong Kong Marathon Hongkong                     | 42,195 km  | Philimon Kiptoo Kipchumba 2:10:47 h | Fantu Jimma 2:27:50 h                 |
| 12.02  | Dubai-Marathon Dubai                            | 42,195 km  | Abdisa Tola 2:05:42 h               | Dera Dida 2:21:11 h                   |
| 18.02. | RAK-Halbmarathon Ra’s al-Chaima                 | 21,0975 km | Benard Kibet 58:45 min              | Hellen Obiri 1:05:05 h                |
| 19.02. | Barcelona-Halbmarathon Barcelona                | 21,0975 km | Charles Kipkurui Langat 58:53 min   | Irine Jepchumba Kimais 1:04:37 h      |
| 26.02. | Osaka-Marathon Osaka                            | 42,195 km  | Hailemaryam Kiros 2:06:01 h         | Helen Bekele Tola 2:22:16 h           |
| 26.02. | Guadalajara-Halbmarathon Guadalajara            | 21,0975 km | Yasin Haji 1:01:03 h                | Hiwot Gebrekidan 1:09:06 h            |
| 19.03. | New Taipei City Wan Jin Shi Marathon Neu-Taipeh | 42,195 km  | Barnabas Kiptum 2:11:57 h           | Bekelech Gudeta 2:29:25 h             |
| 19.03. | Chongqing-Marathon Chongqing                    | 42,195 km  | Anderson Seroi 2:11:54 h            | Fantu Zewude Jifar 2:25:59 h          |
| 19.03. | Wuxi-Marathon Wuxi                              | 42,195 km  | Enock Onchari 2:07:10 h             | Bai Li 2:26:33 h                      |
| 19.03. | Barcelona-Marathon Barcelona                    | 42,195 km  | Marius Kimutai 2:05:06 h            | Zeineba Yimer 2:19:44 h               |
| 02.04. | Daegu-Marathon Daegu                            | 42,195 km  | Milkesa Mengesha 2:06:49 h          | Ayantu Abera Demissie 2:25:44 h       |
| 08.04. | 10KM Port-Gentil Port-Gentil                    | 10,0 km    | Vincent Kipkemoi 28:11 min          | Beatrice Chepkoech 32:13 min          |
| 16.04. | Rotterdam-Marathon Rotterdam                    | 42,195 km  | Bashir Abdi 2:03:47 h               | Eunice Chumba 2:20:31 h               |
| 16.04. | Yangzhou-Jianzhen-Halbmarathon Yangzhou         | 21,0975 km | Gerba Dibaba 1:00:51 h              | Beyenu Degefa 1:09:54 h               |
| 23.04. | Gifu-Halbmarathon Gifu                          | 21,0975 km | Amos Kurgat 1:00:20 h               | Dolphine Nyaboke Omare 1:08:18 h      |
| 30.04. | Istanbul-Halbmarathon Istanbul                  | 21,0975 km | Daniel Ebenyo 59:52 min             | Purity Komen 1:06:30 h                |
| 21.05. | Taiyuan-Marathon Taiyuan                        | 42,195 km  | Tafese Delelegn 2:10:08 h           | Fantu Zewude Jifar 2:25:45 h          |
| 21.05. | World 10K Bangalore Bengaluru                   | 10,0 km    | Sabastian Kimaru Sawe 27:59 min     | Tsehay Gemechu 31:38 min              |
| 27.05. | Okpekpe Road Race Okpekpe                       | 10,0 km    | Daniel Ebenyo 28:28 min             | Caroline Chepkoech Kipkirui 32:38 min |
| 11.06. | Lanzhou-Marathon Lanzhou                        | 42,105 km  | Hailemaryam Kiros 2:08:57 h         | Letebrhan Haylay 2:29:09 h            |
| 27.08. | Mexiko-Stadt-Marathon Mexiko-Stadt              | 42,195 km  | Héctor Garibay 2:08:23 h            | Celestine Chepchirchir 2:27:18 h      |
| 17.09. | Kopenhagen-Halbmarathon Kopenhagen              | 21,0975 km | Ed Cheserek 59:11 min               | Irine Cheptai 1:05:53 h               |
| 15.10. | Dalian-Marathon Dalian                          | 42,195 km  | Tsedat Abeje Ayana 2:11:23 h        | Beyenu Tegefa 2:25:56 h               |
| 15.10. | Delhi-Halbmarathon Neu-Delhi                    | 21,0975 km | Daniel Simiu Ebenyo 59:27 min       | Almaz Ayana 1:07:58 h                 |
| 22.10. | Dongying-Marathon Dongying                      | 42,195 km  | Robert Kwambai 2:08:27 h            | Ruti Aga 2:18:09 h                    |
| 22.10. | Ljubljana-Marathon Ljubljana                    | 42,195 km  | Edmond Kipngetich 2:06:47 h         | Zinah Senbeta 2:21:05 h               |
| 22.10. | Valencia-Halbmarathon Valencia                  | 21,0975 km | Kibiwott Kandie 57:40 min           | Margaret Chelimo Kipkemboi 1:04:46 h  |
| 29.10. | Peking-Marathon Peking                          | 42,195 km  | Deresa Geleta 2:07:41 h             | Vibian Chepkurui 2:21:57 h            |
| 29.10. | Changsha-Marathon Changsha                      | 42,195 km  | Tafese Delelegn 2:09:07 h           | Urge Diro 2:25:55 h                   |
| 05.11. | Istanbul-Marathon Istanbul                      | 42,195 km  | Panuel Mkungo 2:10:35 h             | Beatrice Cheptoo 2:27:09 h            |
| 03.12. | Fukuoka-Marathon Fukuoka                        | 42,195 km  | Michael Githae 2:07:08 h            | -                                     |
| 03.12. | Shenzhen-Marathon Shenzhen                      | 42,195 km  | Michael Kamau 2:08:19 h             | Fikrte Wereta 2:22:07 h               |
| 03.12. | Singapur-Marathon Singapur                      | 42,195 km  | David Barmasai Tumo 2:14:15 h       | Rose Chelimo 2:37:18 h                |
| 10.12. | Guangzhou-Marathon Guangzhou                    | 42,195 km  | Moses Kibet 2:09:02 h               | Gutemi Shone Imana 2:28:30 h          |

## Elite Label Races
| Datum  | Veranstaltung                                      | Distanz    | Sieger                              | Siegerin                                |
| ------ | -------------------------------------------------- | ---------- | ----------------------------------- | --------------------------------------- |
| 20.01. | Doha-Marathon Doha                                 | 42,195 km  | Mouhcine Outalha 2:06:49 h          | Meseret Belete 2:20:46 h                |
| 21.01. | Buriram-Marathon Buri Ram                          | 42,195 km  | -                                   | Agnes Keino 2:28:08 h                   |
| 05.02. | Beppu-Ōita-Marathon Beppu                          | 42,195 km  | Hassan Bouh Ibrahim 2:06:43 h       | Zeyituba Husan 2:31:41 h                |
| 05.02. | Kagawa-Marugame-Halbmarathon Marugame              | 21,0975 km | Alexander Mutiso Munyao 59:17 min   | Pauline Kamulu 1:07:22 h                |
| 11.02. | Riad-Marathon Riad                                 | 42,195 km  | Samir Jouaher 2:08:42 h             | Meseret Abebayahau 2:24:30 h            |
| 11.02. | Riad-Halbmarathon Riad                             | 21,0975 km | Benard Kimeli 1:02:35 h             | Beatrice Cheserek 1:09:22 h             |
| 19.02. | Sevilla-Marathon Sevilla                           | 42,195 km  | Gadisa Shumie 2:04:59 h             | Jackline Chelal 2:20:29 h               |
| 26.02. | Gqeberha 50K Gqeberha                              | 50,0 km    | Tete Dijana 2:39:04 h               | Emane Seifu 3:00:30 h                   |
| 12.03. | Lissabon-Halbmarathon Lissabon                     | 21,0975 km | Nibret Melak 59:06 min              | Almaz Ayana 1:05:30 h                   |
| 12.03. | Gent-Halbmarathon Gent                             | 21,0975 km | Abraham Akopesha 1:00:40 h          | Shamila Kipsiror 1:07:53 h              |
| 12.03. | Meishan-Halbmarathon Meishan                       | 21,0975 km | Jiang Fakun 1:03:22 h               | Ma Xiuzhen 1:11:25 h                    |
| 19.03. | Rom-Marathon Rom                                   | 42,195 km  | Taoufik Allam 2:07:43 h             | Betty Chepkwony 2:23:02 h               |
| 01.04. | Prag-Halbmarathon Prag                             | 21,0975 km | Roncer Kipkorir 59:43 min           | Irene Jepchumba Kimais 1:06:00 h        |
| 02.04. | Shijiazhuang-Marathon Shijiazhuang                 | 42,195 km  | Feleke Tulu 2:16:58 h               | Jackline Jeptanui 2:44:59 h             |
| 02.04. | Paris-Marathon Paris                               | 42,195 km  | Abeye Ayana 2:07:15 h               | Helah Kiprop 2:23:19 h                  |
| 16.04. | Wuhan-Marathon Wuhan                               | 42,195 km  | He Jie 2:12:35 h                    | Lucy Karimi 2:27:47 h                   |
| 16.04. | Enschede-Marathon Enschede                         | 42,195 km  | Alfred Barkach 2:08:51 h            | Shyline Jepkorir 2:22:45 h              |
| 16.04. | Shanghai-Halbmarathon Shanghai                     | 21,0975 km | Ezra Kipketer Tanui 1:01:52 h       | Alemaddis Eyayu 1:10:15 h               |
| 23.04. | Vienna City Marathon Wien                          | 42,195 km  | Samwel Mailu 2:05:08 h              | Magdalyne Masai 2:24:12 h               |
| 07.05. | Prag-Marathon Prag                                 | 42,195 km  | Alexander Mutiso Munyao 2:05:09 h   | Workenesh Edesa 2:20:42 h               |
| 28.05. | Ottawa-Marathon Ottawa                             | 42,195 km  | Yihunilign Adane 2:08:23 h          | Waganesh Mekasha 2:24:48 h              |
| 03.06. | Nelson Mandela Bay Half Marathon Gqeberha          | 21,0975 km | Thabang Mosiako 1:00:29 h           | Betty Chepkemoi Kibet 1:08:34 h         |
| 11.06. | Jilin-Marathon Jilin                               | 42,195 km  | Asnake Dubre 2:13:29 h              | Gulume Chala 2:26:19 h                  |
| 16.07. | Liupanshui-Marathon Liupanshui                     | 42,195 km  | He Jie 2:15:40 h                    | Yao Miao 2:37:50 h                      |
| 30.07. | Bogotá-Halbmarathon Bogotá                         | 21,0975 km | Omar Aït Chitachen 1:03:50 h        | Daisy Kimeli 1:15:12 h                  |
| 05.08. | Beach to Beacon 10K Cape Elizabeth                 | 10,0 km    | Addisu Yihune 27:56 min             | Hellen Obiri 31:37 min                  |
| 13.08. | 10K Internacional Guadalajara Bomberos Guadalajara | 10,0 km    | Yasin Haji 28:40 min                | Brenda Jepkoech 31:44 min               |
| 20.08. | Cali 10K Cali                                      | 10,0 km    | Ezra Kipketer Tanui 28:52 min       | Bertukan Welde 32:19 min                |
| 27.08. | Bali-Marathon Bali                                 | 42,195 km  | Geoffrey Kiprotich Birgen 2:15:04 h | Sophy Jepchirchir 2:31:04 h             |
| 27.08. | Antrim Coast Half Marathon Larne                   | 21,0975 km | Daniel Mateiko 58:36 min            | Mestawut Fikir 1:06:44 h                |
| 27.08. | Harbin-Marathon Harbin                             | 42,195 km  | Michael Kamau 2:10:04 h             | Koren Jelila Yal 2:30:27 h              |
| 02.09. | 10KM Race Prague Prag                              | 10,0 km    | Tadese Worku 27:35 min              | Janeth Chepngetich 30:21 min            |
| 09.09. | Tallinn-Halbmarathon Tallinn                       | 21,0975 km | Ali Chebures 1:01:35 h              | Beatrice Jepchirchir Cheserek 1:08:22 h |
| 10.09. | Tallinn-Marathon Tallinn                           | 42,195 km  | Sammy Kigen Korir 2:11:42 h         | Ethlemahu Sintayehu 2:34:04 h           |
| 10.09. | Brașov Running Festival 10km Brașov                | 10,0 km    | Weldon Langat 27:05 min             | Agnes Jebet Ngetich 29:24 min           |
| 17.09. | Bangsaen10 Chon Buri                               | 10,0 km    | Hicham Amghar 29:00 min             | Loice Chemnung 32:04 min                |
| 01.10. | Cardiff-Halbmarathon Cardiff                       | 21,0975 km | Vincent Kiprotich Mutai 1:00:35 h   | Mestawut Fikir 1:08:13 h                |
| 08.10. | Lissabon-Marathon Lissabon                         | 42,195 km  | Birhan Nebebew 2:09:31 h            | Aberu Ayana 2:25:06 h                   |
| 08.10. | Portugal-Halbmarathon Lissabon                     | 21,0975 km | Abraham Cheroben 1:00:20 h          | Enatnesh Alamrew Tirusew 1:08:40 h      |
| 15.10. | Toronto Waterfront Marathon Toronto                | 42,195 km  | Elvis Kipchoge Cheboi 2:09:20 h     | Buze Diriba 2:23:11 h                   |
| 15.10. | Changzhou-Halbmarathon Changzhou                   | 21,0975 km | Tafere Adisu 1:04:11 h              | Alemtsehay Zerihun 1:11:13 h            |
| 22.10. | Suzhou-Marathon Suzhou                             | 42,195 km  | Gebise Debele 2:12:24 h             | Abigael Jelimo 2:30:54 h                |
| 22.10. | Jakarta-Marathon Jakarta                           | 42,195 km  | David Barmasai Tumo 2:14:54 h       | Sheila Jepkosgei Chesang 2:59:05 h      |
| 29.10. | Xi’an-Marathon Xi’an                               | 42,195 km  | Dong Guojian 2:10:44 h              | Yang Hua 2:40:24 h                      |
| 29.10. | Frankfurt-Marathon Frankfurt am Main               | 42,195 km  | Brimin Kipkorir 2:04:53 h           | Buzunesh Getachew 2:19:27 h             |
| 29.10. | Dublin-Marathon Dublin                             | 42,195 km  | Kemal Husen 2:06:52 h               | Amente Sorome Negash 2:26:22 h          |
| 05.11. | Chon Buri-Marathon Chon Buri                       | 42,195 km  | Kiprop Tonui 2:15:02 h              | Truphena Chepchirchir 2:35:11 h         |
| 05.11. | Guadalajara-Marathon Guadalajara                   | 42,195 km  | Sammy Kigen Korir 2:10:19 h         | Juliet Chekwel 2:33:10 h                |
| 12.11. | Nanchang-Marathon Nanchang                         | 42,195 km  | Tesfa Wokneth 2:09:35 h             | Li Zhixuan 2:28:21 h                    |
| 18.11. | Xichang-Marathon Xichang                           | 42,195 km  | Asnake Dubre 2:14:28 h              | Emane Seifu 2:31:20 h                   |
| 19.11. | Hongkong-Halbmarathon Hongkong                     | 21,0975 km | Geoffrey Toroitich 1:01:38 h        | Sarah Chelangat 1:08:04 h               |
| 03.12. | Hōfu Yomiuri Marathon Hōfu                         | 42,195 km  | Yūki Kawauchi 2:08:32 h             | -                                       |
| 03.12. | Nanning-Marathon Nanning                           | 42,195 km  | Abebe Tilahun 2:11:19 h             | Delele Cheklie 2:28:09 h                |
| 10.12. | Mersin-Marathon Mersin                             | 42,195 km  | Benard Kipkorir 2:09:33 h           | Ruth Jebet 2:23:08 h                    |
| 17.12. | Taipeh-Marathon Taipeh                             | 42,195 km  | Dechasa Alemu 2:11:56 h             | Obse Abdeta 2:27:14 h                   |
| 17.12. | Kolkata 25K Kolkata                                | 25,0 km    | Daniel Simiu Ebenyo 1:11:13 h       | Sutume Asefa Kebede 1:18:47 h           |
| 24.12. | Guangzhou-Marathon Guangzhou                       | 42,195 km  | Tadesse Temechachu 2:13:06 h        | Tigist Bikila 2:27:57 h                 |
| 31.12. | San Silvestre Vallecana Madrid                     | 10,0 km    | Berihu Aregawi 27:15 min            | Ababel Yeshaneh 30:30 min               |

## Label Races
| Datum                      | Veranstaltung                                    | Distanz                 | Sieger                             | Siegerin                             |
| -------------------------- | ------------------------------------------------ | ----------------------- | ---------------------------------- | ------------------------------------ |
| 15.01.                     | 10K Valencia Ibercaja Valencia                   | 10,0 km                 | Weldon Langat 26:55 min            | Yalemzerf Yehualaw 29:19 min         |
| 22.01.                     | Santa Pola-Halbmarathon Santa Pola               | 21,0975 km              | Benard Biwott 59:44 min            | Beatrice Cheserek 1:07:49 h          |
| 29.01.                     | Marrakesch-Marathon Marrakesch                   | 42,195 km               | Gilbert Kibet 2:09:48 h            | Kaltoum Bouaasayriya 2:27:22 h       |
| 29.01.                     | 10K Ibiza-Platja d’en Bossa Ibiza                | 10,0 km                 | Benson Kiplangat 27:18 min         | Caroline Nyaga 30:48 min             |
| 12.02.                     | MonacoRun Monaco                                 | 5,0 km                  | Jimmy Gressier 13:12 min           | Mirriam Chebet 15:40 min             |
| 24.02.                     | Tel-Aviv-Marathon Tel Aviv-Jaffa                 | 42,195 km               | Dominic Mibei 2:10:11 h            | Margaret Wangui Njuguna 2:42:39 h    |
| 26.02.                     | Castellón-Marathon Castellón de la Plana         | 42,195 km               | Dadi Yami Gemeda 2:11:15 h         | Amina Bettiche 2:28:30 h             |
| 26.02.                     | Neapel-Halbmarathon Neapel                       | 21,0975 km              | Muktar Edris 1:00:27 h             | Angelika Mach 1:12:34 h              |
| 26.02.                     | Atlanta-Halbmarathon Atlanta                     | 21,0975 km              | Tsegay Kidanu 1:00:42 h            | Vibian Chepkurui 1:08:46 h           |
| 26.02.                     | 10K Castellón Castellón de la Plana              | 10,0 km                 | Hillary Kipkoech 27:23 min         | Joy Cheptoyek 30:47 min              |
| 05.03.                     | Roma – Ostia Rom                                 | 21,0975 km              | Isaac Kipkemboi 59:17 min          | Dorcas Jepchirchir Tuitoek 1:06:21 h |
| 12.03.                     | Durban International Marathon Durban             | 42,195 km               | Simon Sibeko 2:12:06 h             | Annie Bothma 2:30:31 h               |
| 12.03.                     | Taschkent-Marathon Taschkent                     | 42,195 km               | Bakhiyer Utkirov 2:20:14 h         | Gulschanoi Satarowa 2:46:34 h        |
| 12.03.                     | Suzhou-Halbmarathon Suzhou                       | 21,0975 km              | Shen Bin 1:08:28 h                 | Jiao Anjing 1:15:50 h                |
| 18.03.                     | Nanjing-Marathon Nanjing                         | 42,195 km               | Shunhu Liao 2:21:53 h              | Yali Zhao 2:52:54 h                  |
| 25.03.                     | Azkoitia Azpeitia Diego Garcia Memorial Azpeitia | 21,0975 km              | Victor Kipruto Togom 1:00:54 h     | Cynthia Kosgei 1:09:06 h             |
| 25.03.                     | Atlanta Women's 5K Atlanta                       | 5,0 km                  | -                                  | Annie Rodenfels 15:44 min            |
| 26.03.                     | Guilin-Marathon Guilin                           | 42,195 km               | Murimi Muthikepeter 2:23:09 h      | Chen Feijie 2:51:33 h                |
| 26.03.                     | Hannover-Marathon Hannover                       | 42,195 km               | Amanal Petros 2:07:02 h            | Matea Parlov Koštro 2:25:45 h        |
| 26.03.                     | Hangzhou-Halbmarathon Hangzhou                   | 21,0975 km              | -                                  | Pan Hong 1:18:18 h                   |
| 26.03.                     | Madrid-Halbmarathon Madrid                       | 21,0975 km              | Hillary Kipkoech 59:56 min         | Zewditu Aderaw 1:07:38 h             |
| 26.03.                     | Zagreb 21 Zagreb                                 | 21,0975 km              | Ivan Dračar 1:11:11 h              | Tea Faber 1:20:34 h                  |
| 02.04.                     | Mailand-Marathon Mailand                         | 42,195 km               | Andrew Rotich Kwemoi 2:07:14 h     | Sharon Jemutai Cherop 2:26:13 h      |
| 02.04.                     | Bratislava-Marathon Bratislava                   | 42,195 km               | Taras Iwanjuta 2:22:23 h           | Ines Jozić 2:59:29 h                 |
| 02.04.                     | São-Paulo-Marathon São Paulo                     | 42,195 km               | Vestus Chemjor 2:15:20 h           | Yadne Alemayehu 2:34:48 h            |
| 09.04.                     | Gunsan-Saemangeum-Marathon Gunsan                | 42,195 km               | Jeon Suh-wan 2:16:28 h             | Lee Su-min 2:34:59 h                 |
| 09.04.                     | Yangling-Marathon Yangling                       | 42,195 km               | Gao Chengliang 2:19:01 h           | Zhu Dandan 2:46:24 h                 |
| 09.04.                     | Nanjing-Xianlin-Halbmarathon Nanjing             | 21,0975 km              | Seyoum Gosa 1:04:05 h              | Melkam Alemayehu 1:11:35 h           |
| 15.04.                     | B.A.A. 5K Boston                                 | 5,0 km                  | Morgan Beadlescomb 13:25 min       | Mekides Abebe 15:01 min              |
| 16.04.                     | Zheng-Kai International Marathon Zhengzhou       | 42,195 km               | Tafere Adisu 2:18:59 h             | Lu Ying 2:33:44 h                    |
| 16.04.                     | Peking-Halbmarathon Peking                       | 21,0975 km              | Brian Kwemoi 59:37 min             | Liu Min 1:11:07 h                    |
| 22.04.                     | Qingdao-Marathon Qingdao                         | 42,195 km               | Sammy Kosgei 2:13:43 h             | Gelane Senbete 2:32:57 h             |
| 23.04.                     | Kaunas-Marathon Kaunas                           | 42,195 km               | Modestas Dirsė 2:28:30 h           | Gitana Akmanavičiūtė 2:50:34 h       |
| 23.04.                     | Maratona da Europa Aveiro                        | 42,195 km               | Nuno Lopes 2:19:18 h               | Ana Mafalda Ferreira 2:31:27 h       |
| 23.04.                     | Belgrad-Marathon Belgrad                         | 42,195 km               | Chakib Lachgar 2:14:28 h           | Feyne Gemeda 2:30:30 h               |
| 23.04.                     | Madrid-Marathon Madrid                           | 42,195 km               | Geofrey Kusuro 2:10:29 h           | Doreen Chesang 2:26:31 h             |
| 23.04.                     | Madrid-Halbmarathon Madrid                       | 21,0975 km              | Victor Kipruto Togom 1:00:04 h     | Clara Viñaras 1:16:20 h              |
| 30.04.                     | Yichang-Marathon Yichang                         | 42,195 km               | Felix Kirwa 2:11:02 h              | Roman Mengistu 2:34:47 h             |
| 30.04.                     | Rabat-Marathon Rabat                             | 42,195 km               | Yassine el-Allami 2:09:27 h        | Fatima Ezzahra Gardadi 2:25:03 h     |
| 30.04.                     | Belfast-Marathon Belfast                         | 42,195 km               | Mohamed Oumaarir 2:22:54 h         | Shewaye Wolde Woldemeskel 2:37:20 h  |
| 07.05.                     | Izmir-Marathon Izmir                             | 42,195 km               | Benard Kipkorir 2:10:25 h          | Shewarge Alene Amare 2:32:43 h       |
| 07.05.                     | Genf-Marathon Genf                               | 42,195 km               | Silas Too 2:09:41 h                | Jane Jelagat Seurey 2:31:41 h        |
| 07.05.                     | Riga-Marathon Riga                               | 42,195 km               | Aleksandris Rasceviks 2:25:43 h    | Amanda Krumina 2:50:00 h             |
| 07.05.                     | Riga-Halbmarathon Riga                           | 21,0975 km              | Dmitrijs Serjogins 1:05:02 h       | Ilona Marhele 1:20:57 h              |
| 07.05.                     | Pittsburgh-Halbmarathon Pittsburgh               | 21,0975 km              | Wesley Kiptoo 1:01:22 h            | Buze Diriba 1:10:45 h                |
| 13.05.                     | Yssykköl-Marathon Tscholponata                   | 42,195 km               | Shohrux Davlyatov 2:17:39 h        | -                                    |
| 14.05.                     | Kopenhagen-Marathon Kopenhagen                   | 42,195 km               | Solomon Kirwa Yego 2:09:12 h       | Rodah Jepkorir 2:23:14 h             |
| 14.05.                     | Bukarest-Halbmarathon Bukarest                   | 21,0975 km              | Berihun Yerga 1:00:55 h            | Cynthia Kosgei 1:08:29 h             |
| 20.05                      | Karlsbad-Marathon Karlsbad                       | 42,195 km               | Witalij Schafar 1:04:53 h          | Aleksandra Lisowska 1:13:24 h        |
| 21.05                      | Miyun-Marathon Miyun                             | 42,195 km               | Kiprotich Kiriu 2:15:27 h          | Zeritu Tadese 2:35:43 h              |
| 28.05                      | Chanthaburi-Halbmarathon Chanthaburi             | 21,0975 km              | Yimer Bililign 1:09:28 h           | Ornanong Wongsorn 1:26:36 h          |
| 03.06.                     | Stockholm-Marathon Stockholm                     | 42,195 km               | Ashenafi Moges 2:10:32 h           | Sifan Melaku 2:30:44 h               |
| 03.06.                     | Budweis-Halbmarathon Budweis                     | 21,0975 km              | Tomasz Grycko 1:04:01 h            | Miliza Mirtschewa 1:14:56 h          |
| 11.06.                     | Kigali International Peace Marathon Kigali       | 42,195 km               | George Onyancha 2:17:41 h          | Muluhabt Tsega 2:35:17 h             |
| 11.06.                     | Rio-de-Janeiro-Marathon Rio de Janeiro           | 42,195 km               | Josphat Kiprotich 2:13:29 h        | Zinash Debebe 2:26:00 h              |
| 11.06.                     | Madrid Vintage Run by Total Energies Madrid      | 10,0 km                 | Victor Kipruto Togom 26:38 min     | Majida Maayouf 31:21 min             |
| 16.06.                     | Karlovac 10K Karlovac                            | 10,0 km                 | Vincent Kimutai 28:26 min          | Purity Kajuju Gitonga 31:17 min      |
| 17.06.                     | Olmütz-Halbmarathon Olmütz                       | 21,0975 km              | Sebastian Hendel 1:03:55 h         | Hanne Verbruggen 1:12:44 h           |
| 17.06.                     | Corrida Internationale de Langueux Langueux      | 10,0 km                 | Emmanuel Bor 27:46 min             | Alem Nigussie 30:28 min              |
| 18.06.                     | Telesia 10k International Road Race Telese Terme | 10,0 km                 | Joseph Kimutai 28:36 min           | Sofiia Yaremchuk 32:18 min           |
| 25.06.                     | B.A.A. 10K Boston                                | 10,0 km                 | Gabriel Geay 27:49 min             | Hellen Obiri 31:21 min               |
| 25.06.                     | Hamburg-Halbmarathon Hamburg                     | 21,0975 km              | Samwel Nyamai Mailu 1:01:09 h      | Lonah Chemtai Salpeter 1:10:05 h     |
| 02.07.                     | Gold-Coast-Marathon Gold Coast                   | 42,195 km               | Naoki Koyama 2:07:40 h             | Rodah Jepkorir 2:27:10 h             |
| 04.07.                     | Peachtree Road Race Atlanta                      | 10,0 km                 | Charles Kipkkurui Langat 27:42 min | Fotyen Tesfay 30:44 min              |
| 26.07.                     | Giro di Castelbuono Castelbuono                  | 11,273 km               | Muktar Edris 33:56 min             | -                                    |
| 13.08.                     | Sunshine Coast-Marathon Sunshine Coast           | 42,195 km               | Jason Hunt 2:28:57 h               | Beth McKenzie 2:39:54 h              |
| 20.08.                     | Falmouth Road Race Falmouth                      | 11,265 km               | Wesley Kiptoo 31:08 min            | Hellen Obiri 35:13 min               |
| 27.08.                     | Hokkaidō-Marathon Sapporo                        | 42,195 km               | Patrick Mathenge 2:20:54 h         | Tomomi Sawahata 2:38:18 h            |
| 27.08.                     | Songkhla-Marathon Songkhla                       | 42,195 km               | Ezekiel Kipruto 2:31:00 h          | Martha Birehan 2:53:46 h             |
| 27.08.                     | 21K Buenos Aires Buenos Aires                    | 21,0975 km              | Roncer Konga Kipkorir 59:08 min    | Ababel Yeshaneh 1:06:10 h            |
| 10.09.                     | Vilnius-Marathon Vilnius                         | 42,195 km               | Dawid Garski 2:25:42 h             | Vilmantė Stašauskaitė 2:47:33 h      |
| 10.09.                     | Krabi-Halbmarathon Krabi                         | 21,0975 km              | Krzysztof Hadas 1:07:57 h          | Tsega Desta 1:21:28 h                |
| 10.09.                     | Izmir-Halbmarathon Izmir                         | 21,0975 km              | Frank Ngelel 1:04:40 h             | Ivyne Jeruto 1:14:00 h               |
| 16.09.                     | Ústí-Halbmarathon Ústí nad Labem                 | 21,0975 km              | Sebastian Hendel 1:05:16 h         | Walerija Sinenko 1:13:43 h           |
| 16.09.                     | European U20 Road Race Oderzo                    | 10,0 km / 5,0 km        | Dragoș Pop 30:36 min               | Margherita Voliani 16:41 min         |
| 17.09.                     | Porto-Halbmarathon Porto                         | 21,0975 km              | Antony Kimtai 1:1:39 h             | Enatnesh Alamrew Tirusew 1:07:13 h   |
| 24.09.                     | Hengshui-Marathon Hengshui                       | 42,195 km               | Sangji Dongzhi 2:12:31 h           | Lu Ying 2:28:51 h                    |
| 24.09.                     | Buenos Aires-Marathon Buenos Aires               | 42,195 km               | Cornelius Tarus 2:08:29 h          | Rodah Jepkorir 2:24:52 h             |
| 01.10.                     | Kuala-Lumpur-Marathon Kuala Lumpur               | 42,195 km               | Kiprop Tonui 2:13:49 h             | Beatrice Cherop 2:32:51 h            |
| 01.10.                     | Košice-Marathon Košice                           | 42,195 km               | Philemon Rono 2:06:55 h            | Jackline Cherono 2:24:43 h           |
| 01.10.                     | Amgen Singelloop Breda Breda                     | 21,0975 km              | Vincent Kiprotich Kibet 1:01:28 h  | Naom Jebet 1:10:38 h                 |
| 08.10.                     | Sofia-Marathon Sofia                             | 42,195 km               | Mathew Kiplagat 2:12:12 h          | Beatrice Toroitich 2:38:27 h         |
| 08.10.                     | Zagreb-Marathon Zagreb                           | 42,195 km               | Hosea Kimeli Kisorio 2:25:23 h     | Nataša Šustić 2:50:14 h              |
| 08.10.                     | Ankara-Halbmarathon Ankara                       | 21,0975 km              | Sisay Lemma 1:01:09 h              | Zewditu Aderaw 1:08:27 h             |
| 08.10.                     | 20 km von Paris Paris                            | 20,0 km                 | Elvis Tabarach 57:32 min           | Gladys Jemaiyo 1:04:30 h             |
| 15.10.                     | Chizhou-Marathon Chizhou                         | 42,195 km               | Patrick Kibet 2:27:03 h            | Maureen Jepkoech Kiprono 2:45:17 h   |
| 15.10.                     | Bukarest-Marathon Bukarest                       | 42,195 km               | Mohamed Chaaboud 2:17:19 h         | Mekkonen Serkalem Mengiste 2:37:44 h |
| 15.10.                     | Telesia-Halbmarathon Telese Terme                | 21,0975 km              | Egide Ntakarutimana 1:02:32 h      | Anna Arnaudo 1:12:41 h               |
| 15.10.                     | Famalicão-Halbmarathon Vila Nova de Famalicão    | 21,0975 km              | Carlos Costa 1:07:48 h             | Dulce Félix 1:16:20 h                |
| 21.10.                     | Bilbao-Halbmarathon Bilbao                       | 21,0975 km              | Ayub Kiptum 1:00:34 h              | Nelly Jeptoo 1:11:25 h               |
| 22.10.                     | Venedig-Marathon Venedig                         | 42,195 km               | Solomon Mutai 2:07:41 h            | Rebbeca Tanui 2:25:35 h              |
| 29.10.                     | Nanjing-Marathon Nanjing                         | 42,195 km               | Denis Mugendi 2:17:48 h            | Maureen Jepkoech Kiprono 2:46:28 h   |
| 29.10.                     | Nairobi-Marathon Nairobi                         | 42,195 km               | Alfonce Kibiwott 2:10:18 h         | Evaline Chirchir 2:24:31 h           |
| 29.10.                     | Málaga-Halbmarathon Málaga                       | 21,0975 km              | Geoffrey Toroitich 59:13 min       | Caroline Nyaga 1:07:36 h             |
| 04.11.                     | Wuxi-Halbmarathon Wuxi                           | 42,195 km               | Peng Jianhua 1:08:30 h             | Yang Bingyang 1:24:56 h              |
| 05.11.                     | Xuzhou-Marathon Xuzhou                           | 42,195 km               | Deribe Robi 2:14:23 h              | Derartu Gerefa 2:27:47 h             |
| 05.11.                     | Porto-Marathon Porto                             | 42,195 km               | Emmanuel Kemboi 2:14:13 h          | Tejitu Siyum 2:32:06 h               |
| 12.11.                     | Korat-Marathon Nakhon Ratchasima                 | 42,195 km               | Tariku Hunde 2:31:28 h             | Alemtsehay Adbaru 2:55:43 h          |
| 12.11.                     | Beirut-Marathon Libanon                          | 42,195 km               | Gaddisa Tafa Dekebe 2:10:35 h      | Mulugojam Ambi 2:27:52 h             |
| 12.11.                     | Athen-Marathon Athen                             | 42,195 km               | Edwin Kiptoo 2:10:34 h             | Soukaina Atanane 2:31:52 h           |
| 12.11.                     | Ravenna-Marathon Ravenna                         | 42,195 km               | Hosea Kimeli Kisorio 2:17:01 h     | Tefera Mekashu 2:32:42 h             |
| 12.11.                     | Boston-Halbmarathon Boston                       | 21,0975 km              | Abel Kipchumba 1:01:32 h           | Fotyen Tesfay 1:08:46 h              |
| 19.11.                     | Kōbe-Marathon Kōbe                               | 42,195 km               | Barnaba Kipkoech 2:11:19 h         | Misato Horie 2:33:04 h               |
| Zhoushan-Marathon Zhoushan | 42,195 km                                        | Zhang Xuekang 2:19:02 h | Jackline Jeptanui 2:39:42 h        |                                      |
| 23.11.                     | Manchester Road Race Manchester                  | 4,748 Meilen            | Morgan Beadlescomb 21:12 min       | Weini Kelati 23:21 min               |
| 03.12.                     | Tunis-Marathon Tunis                             | 42,195 km               | Francis Cheruiyot 2:11:30 h        | Flomena Chepkiach 2:33:41 h          |
| 03.12.                     | Bangkok-Halbmarathon Bangkok                     | 21,0975 km              | Alexander Muhia 1:05:16 h          | Misa Yimer 1:21:29 h                 |
| 03.12.                     | Bangkok 10K Bangkok                              | 10,0 km                 | Alexander Muhia 31:03 min          | Misa Yimer 35:27 min                 |
| 03.12.                     | Course de l’Escalade Genf                        | 7,323 km                | Boniface Kibiwott 20:51 min        | Gotytom Gebreslase 23:24 min         |
| 09.12.                     | Honolulu-Marathon Honolulu                       | 42,195 km               | Paul Lonyangata 2:15:41 h          | Cynthia Jerotich Limo 2:33:01 h      |
| 09.12.                     | Annual Charity Run Khobar                        | 5,0 km                  | Biniam Mehary 13:04 min            | Lilian Kasait Rengeruk 14:33 min     |
| 10.12.                     | Málaga-Marathon Málaga                           | 42,195 km               | Charles Yosei Muneria 2:08:54 h    | Pamela Rotich 2:33:52 h              |
| 17.12.                     | Libreville-Marathon Libreville                   | 42,195 km               | Daniel Yator 2:24:01 h             | Chaltu Dida 2:43:53 h                |
| 17.12.                     | Huangshi-Halbmarathon Huangshi                   | 21,0975 km              | Wu Xiangdong 1:03:41 h             | Yalganesh Eskemeche 1:11:50 h        |
| 31.12.                     | Shenzhen-Marathon Shenzhen                       | 42,195 km               | Tafere Adisu 2:13:39 h             | Valentine Kipketer 2:34:45 h         |
| 31.12.                     | Cursa dels Nassos Barcelona                      | 5,0 km                  | Dominic Lokinyomo Lobalu 13:12 min | Beatrice Chebet 14:13 min            |
| 31.12.                     | BOclassic Bozen                                  | 10,0 km & 5,0 km        | Sabastian Sawe 28:00 min           | Nadia Battocletti 15:30 min          |